# Lars Siggesson (Sparre) (häradshövding)
Lars Siggesson (Sparre), död tidigast 1465, var en svensk väpnare och häradshövding.
Han var son till Sigge Laurensson, och herre till Simonstorp i Grolanda, vilket han höll som sätesgård till åtminstone 1440, samt Bysta i Asker, vilket hans andra hustru ärvt 1455. Han innehade också jord i Kinds, Kållands, Vartofta och Frökinds härader. Han var häradshövding i Vilske senast 1450  och omnämns 1464 som väpnare och häradshövding i Frökinds härad. En uppgift som förekommit i litteraturen om att han skulle ha varit riksråd är felaktig.
Lars Siggesson var först gift med Märta Mårtensdotter, dotter till Mårten Svan och Ragnhild Håkansdotter, med vilken han hade sonen Peder Bonde, och från 21 januari 1442 med Ingeborg Bengtsdotter (rödbjälke), dotter till Bengt Larsson och Margit Clausdotter (Dowt), med vilken han hade sonen Sigge Larsson.